# Stigmella sophorae
Stigmella sophorae là một loài bướm đêm thuộc họ Nepticulidae. Nó được tìm thấy ở New Zealand.
Chiều dài cánh trước khoảng 3 mm. Con trưởng thành bay vào tháng 2 và từ tháng 8 đến tháng 12. Có một lứa một năm.
Ấu trùng ăn Sophora tetraptera và Sophora microphylla. Chúng ăn lá nơi chúng làm tổ. 